# Halopegia
Halopegia es un género con tres especies de plantas herbáceas perteneciente a la familia Marantaceae. Es originario del oeste y centro de África tropical, Madagascar, Indochina y Java.

## Especies
- Halopegia azurea
- Halopegia blumei
- Halopegia perrieri